# Neanthes fucata
Neanthes fucata är en ringmaskart som först beskrevs av Savigny in Lamarck 1809. När den först beskrevs namngavs den till Lycoris fucata men fick sitt nya namn 1906 av Giard. Arten kallas även för Blek nereis, Nereis fucata och Eremitkräftsmask. Neanthes fucata ingår i släktet Neanthes och familjen Nereididae. Arten är reproducerande i Sverige. Arten har underarterna Nereis fucata fucata och Nereis fucata inquilina.  